# 瑞士行政区划
瑞士联邦有26个州（德語：Kanton），各州又进一步划分为区（德語：Bezirke）及市镇（德語：Gemeinde，亦称 或 ）。此外，在州之上还有大区（德語：Grossregion），不过大区仅用于统计，并非实际行政单位。

## 大区
瑞士分为七个大区，对应NUTS 2级别，仅用于统计，并非实际行政单位。
- 莱芒湖大区（德語：Genferseeregion）
- 高原大区（德语、法语、意大利语：Espace Mittelland）
- 西北瑞士大区（德語：Nordwestschweiz）
- 苏黎世大区（德語：Zürich）
- 东瑞士大区（德語：Ostschweiz）
- 中瑞士大区（德語：Zentralschweiz）
- 提契诺大区（德語：Tessin）

## 州
瑞士分为26個州（德語：Kanton）。這些州在舊瑞士邦聯時期皆曾具有獨立的主權，各自擁有自己的領土、軍隊與貨幣，直到1848年聯邦架構建立為止。16世紀時，舊瑞士邦聯包含13個自治的州，邦聯中的州可分為兩種不同類型：分別是5個鄉村州與8個城市州。當時這些州都是神聖羅馬帝國的一部分，但早在1499年瑞士擊敗了神聖羅馬皇帝馬克西米利安一世之後，各州就已經取得了實際上的獨立。早期有6個州通過集會實行直接民主制；另外的城市州則是組成市議會，包括蘇黎世、伯恩與巴塞尔等。 
現今的每一個州都擁有自己的憲法、議會、政府及法院。多數州議會為一院制，其席位數目從58到200之間不等。目前格拉魯斯州與內阿彭策爾州依然保留公開的州民大會來執行直接民主制度。每個州政府大約有5到7位首長。瑞士憲法當中沒有明列的權力事項，皆屬各州所擁有。
瑞士各州規模不一，面積最小37平方公里，最大7105平方公里；而人口則從14,900到1,244,400不等。另外，自從汝拉州於1978年公投表決從伯恩州分離出來之後，至今尚未有新州誕生。

## 区
大部分州会划分为區（德語：Bezirk），部分州划分为选区（德語：Wahlkreis），部分州划分为地区（德語：Region），部分州划分为行政区（德語：Verwaltungskreis），部分州无该级别区划。

## 市镇
市镇（德語：Gemeinde，亦称 或 ）是瑞士联邦最小级别的行政单位。截至2024年1月1日，全国共有2131个市镇。